# Dric
Dric, falu Romániában, Erdélyben, Fehér megyében.

## Fekvése
Csertés mellett fekvő település.

## Története
Dric korábban Csertés része volt. 1956 körül vált külön településsé 251 lakossal. 1966-ban 240, 1977-ben 180, 1992-ben 154, a 2002-es népszámláláskor 121 román lakosa volt.